# Région Pays de la Loire Tour femenina
La Région Pays de la Loire Tour femenina és una cursa femenina de ciclisme d'un dia que es celebra a França des de l'any 2024. Està integrada dins el calendari femení de l'UCI com a cursa 1.2.
Des de l'any 2023 també es fa una cursa masculina com a cursa per etapes amb el mateix nom; la cursa femenina se celebra un dia durant la cursa masculina.

## Palmarès
| Any  | Vencedora         | Segona           | Tercera         |
| ---- | ----------------- | ---------------- | --------------- |
| 2024 | Michaela Drummond | Victorie Guilman | Lucinda Stewart |
| 2025 |                   |                  |                 |